# Монтанера
Монтанѐра (на италиански и на пиемонтски: Montanera) е село и община в Северна Италия, провинция Кунео, регион Пиемонт. Разположено е на 427 m надморска височина. Населението на общината е 699 души (1 януари 2023).